# Abigui
Abigui este o comună din regiunea N'zi-Comoé, Coasta de Fildeș.